# 上安久子
上安 久子（うえやす ひさこ、現姓：藤原（ふじわら））は、日本の元水球選手。京都府出身。夫は元水球女子日本代表監督の藤原秀規。

## 来歴
京都踏水会のスイミングスクールに通っていた小6のときの1981年に女子水球チーム結成に参加。
京都踏水会のメンバーとして1984年の第1回全国女子水球競技大会に出場し、優勝。
日本体育大学2年の1989年に女子日本代表が結成されメンバーに選ばれる。
1991年のFINA水球ワールドカップにも出場、日本は8チーム中6位に終わるも得点王を獲得。
1993年ワールドカップでもオランダの選手と分け合う形で得点王を獲得。
引退後、京都踏水会のコーチも務めるが、結婚と共に表舞台から退き、現在は3児の母。